# أندرو روذرفورد
أندرو روذرفورد (بالإنجليزية: Andrew Rutherford)‏ هو فلاح وسياسي نيوزلندي، ولد في 9 مارس 1842 بتوموت في أستراليا، وتوفي في 11 نوفمبر 1918 بكرايستشرش في نيوزيلندا بسبب إنفلونزا والإنفلونزا الأسبانية. حزبياً، نشط في الحزب الليبيرالي النيوزيلندي. وقد انتخب عضو مجلس النواب نيوزيلندا.